# Jaromír Talíř
Jaromír Talíř (* 9. srpna 1950 Český Krumlov) je český politik, v letech 1996 až 1998 ministr kultury ČR ve druhé vládě Václava Klause, v letech 1996 až 2006 byl poslancem Parlamentu ČR, v letech 2006 až 2010 působil jako první náměstek a řadový náměstek ministra kultury. Od roku 1990 je členem KDU-ČSL.

## Biografie

### Osobní a profesní život
V roce 1969 vystudoval Střední průmyslovou školu elektrotechnickou v Českých Budějovicích, následně ČVUT v Praze. V letech 1982–1984 následovalo postgraduální studium v Brně. V letech 1974–1990 pracoval jako projektant, vedoucí výpočetního střediska a v roce 1990 i náměstek podniku Stavoprojekt České Budějovice.
Je ženatý, v roce 1974 si vzal ženu Zdeňku. Má čtyři děti, syna Martina (* 1975), Jaromíra (* 1976), dceru Zdeňku (* 1978) a syna Ondřeje (* 1996). Jako své záliby uvádí literaturu a hudbu (zejména spirituály). Jeho oblíbení autoři jsou např. Antoine de Saint-Exupéry či Graham Greene.

### Politická kariéra
V letech 1990–1994 byl prvním primátorem Českých Budějovic. V komunálních volbách na podzim 1994 byl opětovně zvolen do zastupitelstva Českých Budějovic za KDU-ČSL. V roce 1995 se pak stal i členem městské rady, ale již v listopadu 1995 na post radního rezignoval kvůli výkonu funkce náměstka ministra kultury, přičemž již předtím jej někteří radní chtěli odvolat pro nízkou docházku. Mandát českobudějovického zastupitele obhájil v komunálních volbách 1998, komunálních volbách 2002 a komunálních volbách 2006. V komunálních volbách 2010 znovu kandidoval, ale zvolen nebyl.
Od poloviny 90. let zastával politické funkce na centrální vládní a parlamentní úrovni. V roce 1995 se stal náměstkem ministra kultury a od 4. července 1996 do 2. ledna 1998 pak zastával post Ministr kultury ČR v druhé vládě Václava Klause.
Ve volbách v roce 1996 byl zvolen do poslanecké sněmovny za KDU-ČSL (volební obvod Jihočeský kraj). Mandát obhájil ve volbách v roce 1998 a volbách v roce 2002 a ve sněmovně setrval do voleb v roce 2006. V roce 1998 byl členem sněmovního výboru pro veřejnou správu, regionální rozvoj a životní prostředí. V letech 1998–2002 působil jako místopředseda a v letech 2002–2006 řadový člen výboru pro vědu, vzdělání, kulturu, mládež a tělovýchovu. Dále byl v letech 2002–2006 členem sněmovního volebního výboru a organizačního výboru. V období let 1998–2002 zastával funkci místopředsedy poslaneckého klubu KDU-ČSL, od roku 2002 do roku 2006 byl předsedou poslaneckého klubu KDU-ČSL.
Na sjezdu KDU-ČSL v listopadu 2003 byl jedním z kandidátů na post předsedy strany. Post ale nakonec získal Miroslav Kalousek a Talíř se nestal ani místopředsedou. V KDU-ČSL se angažoval i po jejím neúspěchu v sněmovních volbách roku 2010, kdy ztratila zastoupení v dolní komoře parlamentu. Uvádí se tehdy jako krajský šéf strany v jižních Čechách.
V senátních volbách roku 2012 kandidoval za senátní obvod č. 14 - České Budějovice do horní komory parlamentu. Získal 7 % hlasů a nepostoupil do 2. kola. Naopak uspěl v paralelně konaných krajských volbách roku 2012 a stal se zastupitelem KDU-ČSL v Jihočeském kraji. Ve volbách v roce 2016 tento post obhájil (na kandidátce byl na 9. místě, ale vlivem preferenčních hlasů skončil třetí). Ve volbách v roce 2020 již nekandidoval.
V komunálních volbách v roce 2014 byl po čtyřleté pauze opět zvolen za KDU-ČSL zastupitelem Českých Budějovic. Původně byl na kandidátce na 10. místě, ale vlivem preferenčních hlasů skončil druhý (strana přitom ve městě získala tři mandáty). V listopadu 2014 se navíc stal náměstkem primátora pro kulturu, památkovou péči, cestovní ruch a Jihočeské divadlo.